# Las inocentes oquedades de Tetuán
Las inocentes oquedades de Tetuán es una novela escrita por Mohamed Bouissef Rekab. La novela está ambientada en la ciudad de Tetuán, con el proceso de independencia de Marruecos en la década de 1950 como telón de fondo principal. Retrata el auge del nacionalismo en el Marruecos de los años cincuenta y la participación de los rifeños en las manifestaciones que se celebraron en Tetuán. Se trata de una obra que se adscribe a la preocupación general de Bouissef en toda su producción literaria sobre la construcción de una memoria histórica y cultural de Marruecos a través de la literatura.

## Estilo
El lenguaje literario elegido por Bouissef para esta novela es de carácter sencillo y transparente. Otorga importancia al contenido más que a la forma. A menudo utiliza expresiones coloquiales y, algunos personajes, incluso malsonantes, en un registro influenciado por las obras de Ángel Vázquez, especialmente La vida perra de Juanita Narboni.

## Temas
La novela aborda multitud de temas. El de la convivencia entre distintas culturas es una constante en la obra de Bouissef y es también uno de los principales temas tratados en Las inocentes oquedades de Tetuán a través de personajes musulmanes, judíos y cristianos. El otro gran tema de esta novela, tratado por Bouissef también en otras de sus obras, es la situación de la mujer frente al hombre y frente a la sociedad. También se preocupa por temas como la libertad religiosa, el amor y el sexo. Todas estas cuestiones se abordan desde una perspectiva de novela social que trata de reflejar las condiciones de vida de un grupo de personas en determinados contextos históricos.

## Estructura
La novela se estructura a partir de diversos pasajes ambientados en distintas épocas históricas, desde 1936, 1947-48 durante la época del protectorado español de Marruecos y, tras la independencia de Marruecos, de 1964-65 hasta 2002-03. Cada una de estas historias incluye personajes diferentes. Las historias no se desvelan en sentido cronológico; los diferentes episodios, debidamente fechados, se van sucediendo de forma desordenada y el lector debe ubicar cada uno de ellos a medida que va leyendo. Todas estas historias, a pesar de desarrollarse en momentos diferentes del tiempo, tienen un punto de unión: un edificio de viviendas en la ciudad de Tetuán.

## Personajes
La historia ambientada en 1964-1965 tiene como personajes principales a Julián Paz, dueño del inmueble donde se sitúan todas las tramas, y Hammad, el portero del edificio. Los personajes principales de la historia ambientada en 2002-2003 son una pareja formada por Anisa y Hasán. Marzuk, el amante de ella, es también un personaje fundamental.